# Lubambo Musonda
Lubambo Musonda (ur. 1 marca 1995 w Lusace) – zambijski piłkarz grający na pozycji pomocnika w 1. FC Magdeburg.

## Kariera klubowa
Grę w piłkę nożną zaczął w II-ligowym zespole K-Stars Sports Academy z Lusaki. W 2012 przeniósł się do National Assembly i w sezonie 2012 zadebiutował w jego barwach w zambijskiej Premier League. W 2013 przeszedł do Power Dynamos. W sezonie 2014 wywalczył z nim wicemistrzostwo Zambii.
W 2014 Musonda przeszedł do ormiańskiego klubu Ulis Erywań. Swój debiut w nim zaliczył 16 sierpnia 2014 w zremisowanym 0:0 spotkaniu z zespołem Gandzasar Kapan. W sezonie 2014/2015 wywalczył wicemistrzostwo Armenii. Latem 2015 Musonda został piłkarzem Gandzasar Kapan. Zadebiutował w nim 2 sierpnia 2015 w przegranym 1:2 wyjazdowym meczu z Szirakiem Giumri. W sezonie 2017/18 wywalczył Puchar Armenii.
19 stycznia 2019 został piłkarzem Śląska Wrocław. W Ekstraklasie zadebiutował 9 lutego 2019 w wygranym 2:0 meczu z Zagłębiem Sosnowiec.
16 sierpnia 2021 przeszedł do duńskiego AC Horsens. W 1. division zadebiutował trzy dni później w wygranym 2:1 spotkaniu z Vendsyssel FF. W 2022 Horsens zwyciężył w drugiej lidze duńskiej i awansował do Superligaen. W tych rozgrywkach Musonda swój pierwszy mecz rozegrał 17 lipca 2022 z FC Kopenhagą (1:0). W 2023 jego zespół spadł z najwyższej ligi duńskiej. 9 sierpnia 2023 Musonda został wypożyczony na jeden sezon do Silkeborga. W 2024 zdobył z tym klubem Puchar Danii. W tym samym roku odszedł do niemieckiego 1. FC Magdeburg.
Stan na 5 lipca 2024
Statystyki kariery
| Sezon   | Klub                | Kraj    | Rozgrywki        | Mecze | Gole |
| ------- | ------------------- | ------- | ---------------- | ----- | ---- |
| 2012    | National Assembly   | Zambia  | Premier League   |       |      |
| 2013    | Power Dynamos       | Zambia  | Premier League   |       |      |
| 2014    | Power Dynamos       | Zambia  | Premier League   |       |      |
| 2014/15 | Ulis Erywań         | Armenia | Barcragujn chumb | 13    | 2    |
| 2015/16 | Gandzasar Kapan     | Armenia | Barcragujn chumb | 25    | 0    |
| 2016/17 | Gandzasar Kapan     | Armenia | Barcragujn chumb | 29    | 5    |
| 2017/18 | Gandzasar Kapan     | Armenia | Barcragujn chumb | 27    | 8    |
| 2018/19 | Gandzasar Kapan     | Armenia | Barcragujn chumb | 17    | 5    |
| 2018/19 | Śląsk Wrocław       | Polska  | Ekstraklasa      | 12    | 0    |
| 2019/20 | Śląsk Wrocław       | Polska  | Ekstraklasa      | 25    | 0    |
| 2020/21 | Śląsk Wrocław       | Polska  | Ekstraklasa      | 17    | 0    |
| 2021/22 | Śląsk Wrocław       | Polska  | Ekstraklasa      | 1     | 0    |
| 2021/22 | Śląsk II Wrocław    | Polska  | II liga          | 2     | 1    |
| 2021/22 | AC Horsens          | Dania   | 1. division      | 28    | 1    |
| 2022/23 | AC Horsens          | Dania   | Superligaen      | 30    | 3    |
| 2023/24 | Silkeborg IF (wyp.) | Dania   | Superligaen      | 24    | 0    |

## Kariera reprezentacyjna
Musonda występował w reprezentacji Zambii U-20 oraz U-23, gdzie pełnił rolę kapitana. W seniorskiej reprezentacji Zambii zadebiutował w 2014. W 2015 został przez Honoura Janzę powołany do kadry na Puchar Narodów Afryki 2015. Wystąpił na nim w dwóch meczach: z Tunezją (1:2) i z Republiką Zielonego Przylądka (0:0). Musonda wystąpił również w Pucharze Narodów Afryki 2023. Rozegrał na nim 3 mecze.

## Sukcesy
Gandzasar Kapan
- Puchar Armenii: 2017/2018

AC Horsens
- 1. division: 2021/2022

Silkeborg IF
- Puchar Danii: 2023/2024